# Prix René-Fallet
Le prix René Fallet est un prix littéraire, décerné annuellement par l'association Agir en pays jalygnois (Allier), depuis 1990, à l’auteur d’un premier roman âgé de moins de 45 ans, paru l’année précédant l’attribution du prix. 
Le jury attend un roman écrit de préférence avec humour, sens critique ou poétique, au plus près de l’esprit de René Fallet. Tous les auteurs sélectionnés sont invités à assister au vote public d’un premier roman de langue française porteur d’un talent littéraire comme le fut à l’époque « Banlieue sud-est » pour René Fallet, en 1947, l’année de ses 20 ans.

## Conditions d'attribution
Pour participer au prix René-Fallet, un premier roman doit être édité entre le 1er décembre de l'année N-2 et le 30 novembre de l'année N-1 précédent l'année du prix. Depuis 2003, le lauréat doit être âgé de 40 ans au plus l’année de la publication de son premier roman.

## Jury littéraire
Un premier jury, dit de « présélection », se charge de lire les nombreux premiers romans qui paraissent chaque année et choisit, au terme de discussions parfois acharnées, les livres qui participeront au prix final, au minimum 3, au maximum 6. Les membres de ce jury, désignés par le bureau de l'association en accord avec Madame Fallet, élisent leur président dont la candidature a été acceptée par le bureau. Le lauréat de l’année est automatiquement membre de ce jury pour l’année suivante.

## Dotation
Le prix est doté de 1 500 euros. Il est remis en main propre, lors des Journées littéraires du Bourbonnais, à Jaligny-sur-Besbre (Allier) organisées par l’association Agir en Pays jalignois, le 2e weekend de juin. La dotation ne sera remise à l’auteur que s’il est présent à ces journées.

## Liste des lauréats
- 1990 : Annie Murat, Le Servan, Ed. Stock
- 1991 : Jacob Dellacqua, Mécanique ondulatoire, Ed. Balland
- 1992 : Noëlle Chatelet, La Courte Échelle, Ed. Gallimard
- 1993 : Amélie Nothomb, Hygiène de l'assassin, Ed. A. Michel
- 1994 : Bernard Blangenois, L'Enfance est un Eden violent, Ed. Laffont
- 1995 : Brigitte Drizine, Triste lumière, Ed. Flammarion
- 1996 : Christian Lejalé, Docker, Ed. Denoël
- 1997 : Stéphanie Janicot, Les Matriochkas, Ed. Zulma
- 1998 : Jean-Baptiste Evette, Jordan Fantosme, Ed. Gallimard
- 1999 : Marc Dugain, La Chambre des officiers, Ed. J.C. Lattès
- 2000 : Gérard Oberlé, Nil Rouge, Ed. Le Cherche midi
- 2001 : Armel Job, La Femme manquée, Ed. Robert Laffont
- 2002 : Ollivier Pourriol, Méphisto Valse, Ed. Grasset
- 2003 : Valentine Goby, La Note sensible, Ed. Gallimard
- 2004 : François Devenne, Trois rêves au Mont Mérou, Ed. Actes Sud
- 2005 : Catherine Locandro, Clara la nuit, Ed. Gallimard
- 2006 : Léonora Miano, L’Intérieur de la nuit, Ed Plon
- 2007 : Blandine Le Callet, Une pièce montée, Ed Stock
- 2008 : Audrey Diwan, La Fabrication d’un mensonge, Ed Flammarion
- 2009 : Marine Bramly, Festin de Miettes, Ed J.C. Lattès
- 2010 : Natascha Cucheval, Un sentiment, Ed Fayard
- 2011 : Douna Loup, L’Embrasure, Ed Mercure de France
- 2012 : Hélène Gestern, Eux sur la photo, Ed Arléa
- 2013 : Pierre Chazal, Marcus[1], Ed. Alma
- 2014 : Ariane Schreder, La Silencieuse, Ed. Philippe Rey
- 2015 : Julia Kerninon, Buvard, Ed Le Rouergue
- 2016 : Eric le Guilloux, Les Haines en Moins[2], Ed Daphnis et Chloé
- 2017 : Hubert François, Dulmaa[3], Ed Thierry Marchaisse
- 2018 : Laetitia Colombani, La Tresse[4], Ed. Grasset
- 2019 : Maud Mihami, Les dix vœux d'Alfréd[5], NiL Editions.
- 2020 : Aly Deminne, Les Bâtisseurs du vent[6], Ed. Flammarion
- 2021 : Anouk F., Dans la rue de l'école[7], Ed. du Cherche-Midi
- 2022 : Barcella, Les Papillons[8], Ed. du Cherche-Midi
- 2023 : Nicolas Hanot, Les vaches de Monsieur Burbur[9], Ed. du Sablon
- 2024 : Mathieu Persan, Il ne doit plus jamais rien m’arriver, Éditions de l'Iconoclaste[10]
- 2025 : Gonzague Pillon, Le Radiateur[11]

### Prix René-Fallet jeunesse
- 2023 : Marie Reppelin, La Carte des confins[12]
- 2024 : Claire Aubé, Djadja on the road[13]
- 2025 : Juliette Adam, Vers les lueurs[14]